# 圣海伦娜堂区 (路易斯安那州)
聖海倫娜縣（英語：St. Helena Parish）是位於美國路易斯安那州東部的一個堂區，北鄰密西西比州。面積1,060平方公里。根據美國2000年人口普查，共有人口10,525人。治所格林斯堡（Greensburg）。
成立於1807年3月31日。堂區名來自聖海倫娜堂區（以君士坦丁大帝之母、發現真十字架的聖海倫娜命名）。